# Hydrelia brunneifasciata
Hydrelia brunneifasciata är en fjärilsart som beskrevs av Alpheus Spring Packard 1876. Hydrelia brunneifasciata ingår i släktet Hydrelia och familjen mätare. Inga underarter finns listade i Catalogue of Life.